# Liste de genres de plantes mycohétérotrophes
Pour un article plus général, voir Mycohétérotrophie.
Cette liste recense les genres de plantes qui établissent des relations mycohétérotrophes.
Les plantes entièrement mycohétérotrophes ne partagent qu'une caractéristique particulière : l'obligation d'obtenir du carbone à partir de champignons. Bien que la mycohétérotrophie soit relativement rare dans la nature, les multiples origines indépendantes de ce mode de vie ont produit un éventail remarquable d'espèces dans presque tous les grands groupes de plantes terrestres. Cette liste recense les espèces de plantes supposées entièrement mycohétérotrophes et couvre 17 familles, 101 genres et environ 880 espèces.

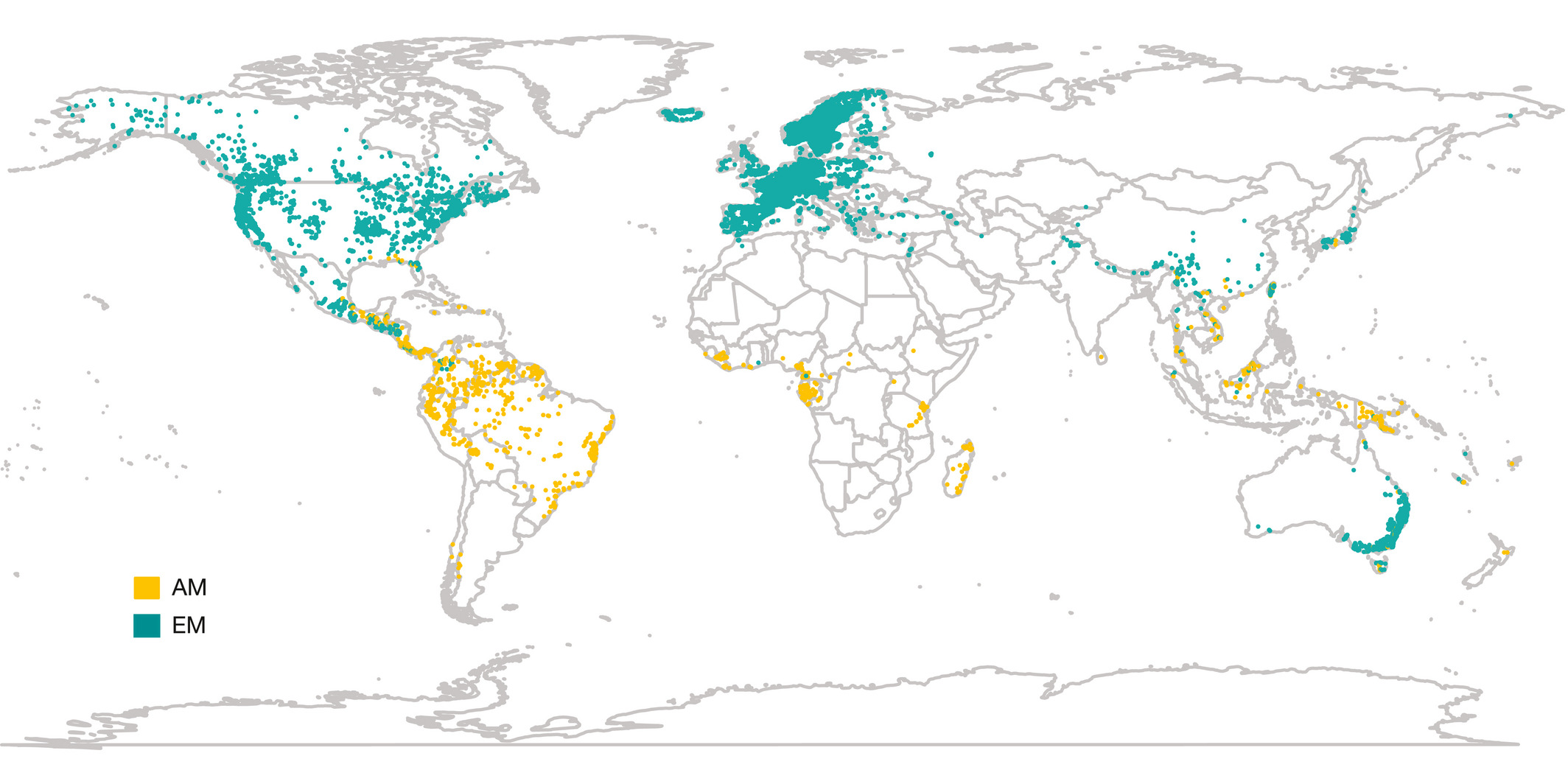
Distribution mondiale des plantes mycohétérothrophes par l'intermédiaire d'endomycorhizes arbusculaires (AM) ou d'ectomycorhizes (EM) (2019)

## Marchantiophyta
- Aneuraceae
  - Riccardia
  - Aneura

## Lycopodiopsida
- Lycopodiaceae
  - Huperzia
  - Lycopodiella
  - Lycopodium

## Polypodiopsida
- Ophioglossaceae
  - Botrychium
  - Helminthostachys
  - Mankyua
  - Ophioglossum
- Psilotaceae
  - Psilotum
  - Tmesipteris
- Gleicheniaceae
  - Stromatopteris
- Schizaeaceae
  - Actinostachys

## Gymnospermes
- Podocarpaceae
  - Parasitaxus

## Angiospermes

### Monocotylédones
- Petrosaviaceae
  - Petrosavia
- Burmanniaceae
  - Burmannia
  - Campylosiphon
  - Hexapterella
  - Dictyostega
  - Gymnosiphon
  - Miersiella
  - Apteria
  - Marthella
- Triuridaceae
  - Kupea
  - Kihansia
  - Seychellaria
  - Sciaphila
  - Hyalisma
  - Andruris
  - Soridium
  - Peltophyllum
  - Lacandonia
  - Triuridopsis
  - Triuris
- Corsiaceae
  - Arachnitis
  - Corsia
  - Corsiopsis
- Orchidaceae
  - Cyrtosia
  - Erythrorchis
  - Galeola
  - Arthrochilus
  - Brachycorythis
  - Burnettia
  - Chamaegastrodia
  - Corybas
  - Cryptostylis
  - Cyrtorchis
  - Danhatchia
  - Degranvillea
  - Odontochilus
  - Platanthera
  - Platythelys
  - Rhizanthella
  - Aphyllorchis
  - Auxopus
  - Cephalanthera
  - Corallorhiza
  - Cremastra
  - Cymbidium
  - Didymoplexiella
  - Didymoplexis
  - Dipodium
  - Epipogium
  - Eulophia
  - Gastrodia
  - Hexalectris
  - Kalimantanorchis
  - Limodorum
  - Malaxis
  - Neottia
  - Pogoniopsis
  - Risleya
  - Silvorchis
  - Stereosandra
  - Tropidia
  - Uleiorchis
  - Wullschlaegelia
  - Yoania
- Iridaceae
  - Geosiris

### Dicotylédones
- Thismiaceae
  - Afrothismia
  - Thismia
  - Tiputinia
  - Haplothismia
  - Oxygyne
- Polygalaceae
  - Epirixanthes
- Ericaceae
  - Allotropa
  - Cheilotheca
  - Hemitomes
  - Hypopitys
  - Monotropa
  - Monotropastrum
  - Monotropsis
  - Pityopus
  - Pleuricospora
  - Pterospora
  - Pyrola
  - Sarcodes
- Gentianaceae
  - Voyria
  - Voyriella
  - Exacum
  - Exochaenium